# Facultad de Humanidades de la Universidad Carolina
La Facultad de Humanidades de la Universidad Carolina (en checo Fakulta humanitních studií Univerzity Karlovy, FHS UK) fundada en 2000, es la facultad más joven de la Universidad Carolina en Praga, República Checa.

## Historia
Fundado como Instituto de Educación Liberal en 1994, la facultad obtuvo plena autonomía académica en 2000. Su principal enfoque académico y de investigación son las humanidades y la antropología social y cultural. Ubicada en Libeň, Praga 8, la escuela tiene 240 profesores y aproximadamente 2500 estudiantes.
El primer decano de la facultad fue Ministro anterior de Ministerio de Educación, Juventud y Deportes Jan Sokol. Fue reemplazado en 2007 por Ladislav Benyovszky. La actual decana interina es Marie Pětová.

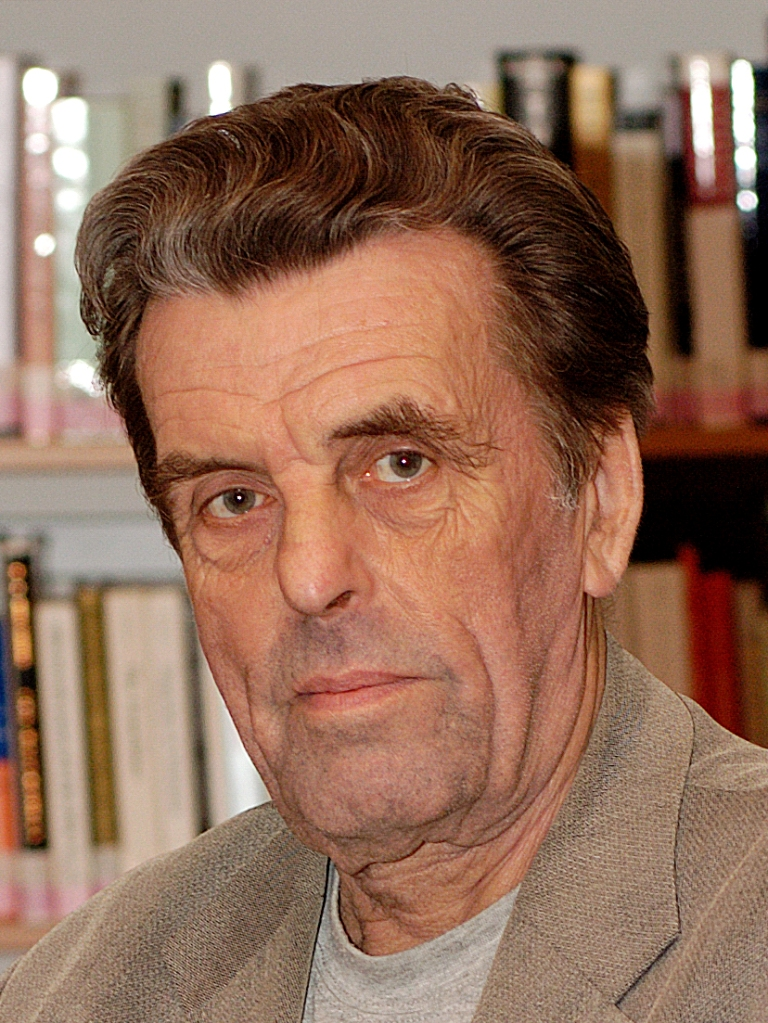
Jan Sokol
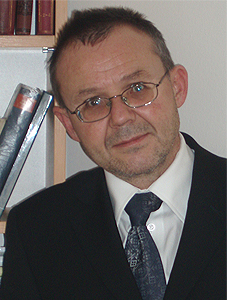
L. Benyovszky

## Instalaciones
El edificio principal de la facultad solía estar ubicado en U Kříže 8, Jinonice distrito, Praga 5, con dos instalaciones separadas, una en Hůrka distrito, Praga 13, y otra en la calle Machova 7, Praga 2. La facultad se mudó a un nuevo edificio en Praga 8 en 2020. El nuevo edificio ganó un premio nacional de arquitectura en 2021.
Dentro de la Facultad de Humanidades funcionan dos instituciones educativas y de investigación: el Centro de Investigación para el Desarrollo de la Personalidad y la Etnicidad, el Instituto de Rehabilitación para Personas con Discapacidad Visual y el Gabinete para la Educación Cívica Democrática. Su biblioteca de tres pisos está ubicada debajo del edificio de la universidad en náměstí Jana Palacha cerca de Estación de metro Staroměstská.

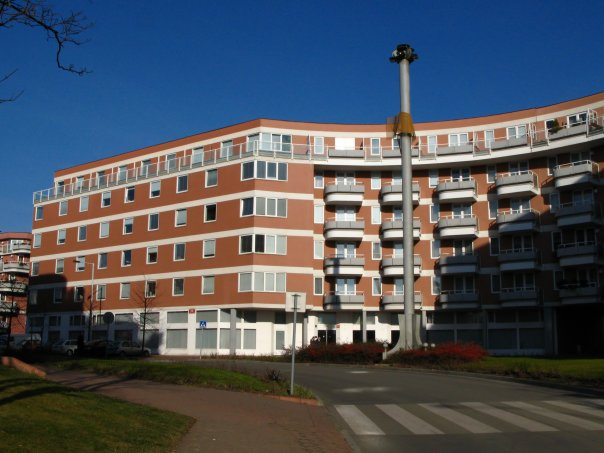
Edificio viejo
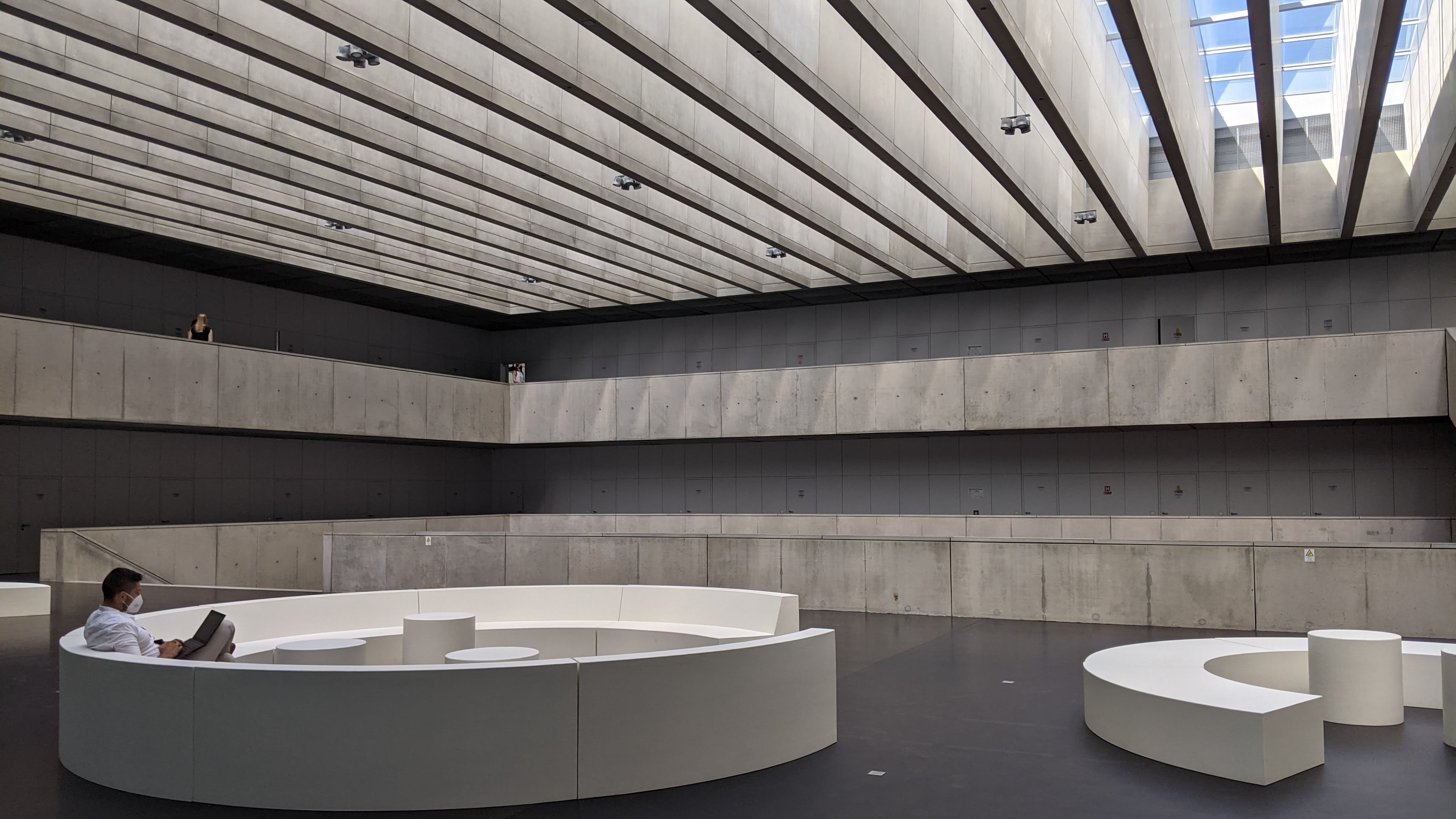
Nuevo edificio